# Melitonoma
Melitonoma là một chi bọ cánh cứng trong họ Chrysomelidae.
Chi này được miêu tả khoa học năm 1837 bởi Chevrolat.

## Các loài
Các loài trong chi này gồm:
- Melitonoma breuningi Medvedev, 1993
- Melitonoma congoana Medvedev, 2005
- Melitonoma ghanensis Medvedev, 1978
- Melitonoma libenae Medvedev & Kantner, 2004
- Melitonoma murzini Medvedev, 1987
- Melitonoma nigripes Medvedev, 2000
- Melitonoma recticlypeata Erber & Medvedev, 2002
- Melitonoma rugicollis Medvedev, 2000
- Melitonoma sexpunctata Medvedev, 1993
- Melitonoma tanzaniae Medvedev & Beenen, 2005
- Melitonoma transvaalica Medvedev, 1993